# Yagmar
Der Volksstamm der Yagmar oder auch Yagmaren  (Eigenbezeichnung: Yağmar) sind turkstämmiger Herkunft. Sie werden erstmals 840 in dem muslimischen  Geographiewerk Hudūd al-ʿĀlam erwähnt. Dort heißt es, dass die Yagmar mit der Vernichtung des Uyghurenreiches  als Nomaden in den Westen zogen und einen eigenen König verehrten. Wahrscheinlich lebten in diesem Volksstamm die nicht von den Kirgisen getöteten Angehörigen des uyghurischen Königshauses.
Die Yagmar galten als Vasallen der benachbarten Karluken und gingen in der Folgezeit im Karachaniden-Reich auf.